# Odostomia babylonia
Odostomia babylonia är en snäckart som först beskrevs av C. B. Adams 1845.  Odostomia babylonia ingår i släktet Odostomia och familjen Pyramidellidae. Inga underarter finns listade i Catalogue of Life.